# 仙台まるごとパス
仙台まるごとパス（せんだいまるごとぱす）は、宮城県仙台市を中心とするフリーエリア内において快速列車を含む普通列車が2日間自由に利用可能となる特別企画乗車券であり、現在も販売され続けている。指定の窓口では、同パスの使用日に限り有効な観光施設や飲食店等での割引クーポンが載った「仙丸くん お楽しみ帳 クーポンブック」を貰うことが出来る。2004年（平成16年）7月発売開始。
フリーエリアは、宮城県の仙台市都心部を中心に、北端が泉ヶ岳、北東端が日本三景・松島、南東端が仙台空港、南端が白石城および阿武隈川、西端が秋保大滝および山形市の立石寺に広がっている。フリーエリア内では、JR在来線・仙台市交通局（地下鉄・バス）・仙台空港鉄道が全線で利用可能となっているほか、宮城交通秋保線の利用も可能となっている。

## 利用可能範囲
同券の利用可能範囲は仙台・松島・松島海岸・山寺・白石駅区間のJR線、仙台空港鉄道・るーぷる仙台・仙台市営バス・仙台市地下鉄の全線、宮城交通バスの秋保線、阿武隈急行の槻木駅～あぶくま駅区間である。

### 東日本旅客鉄道

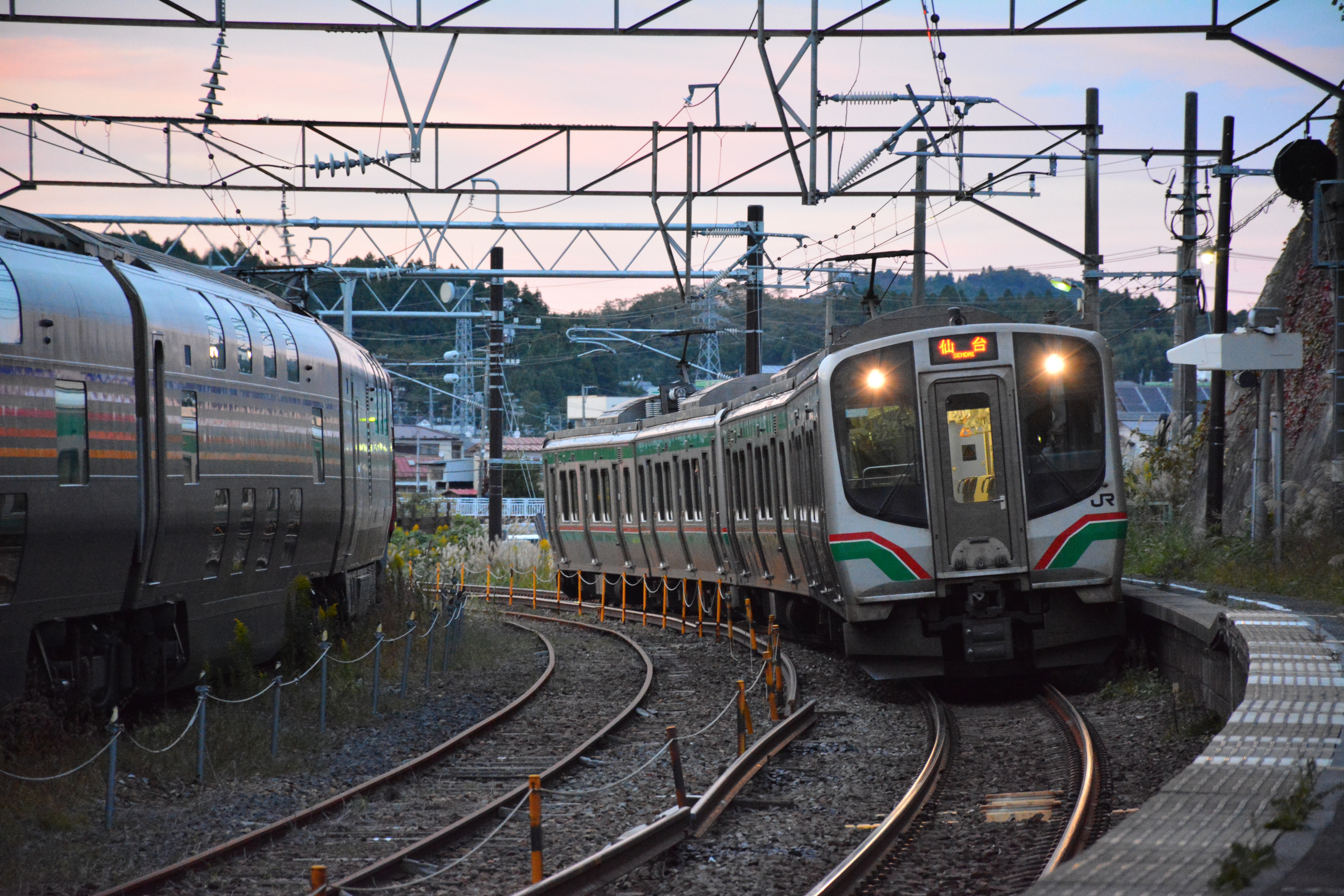
松島駅での東北本線E721系電車

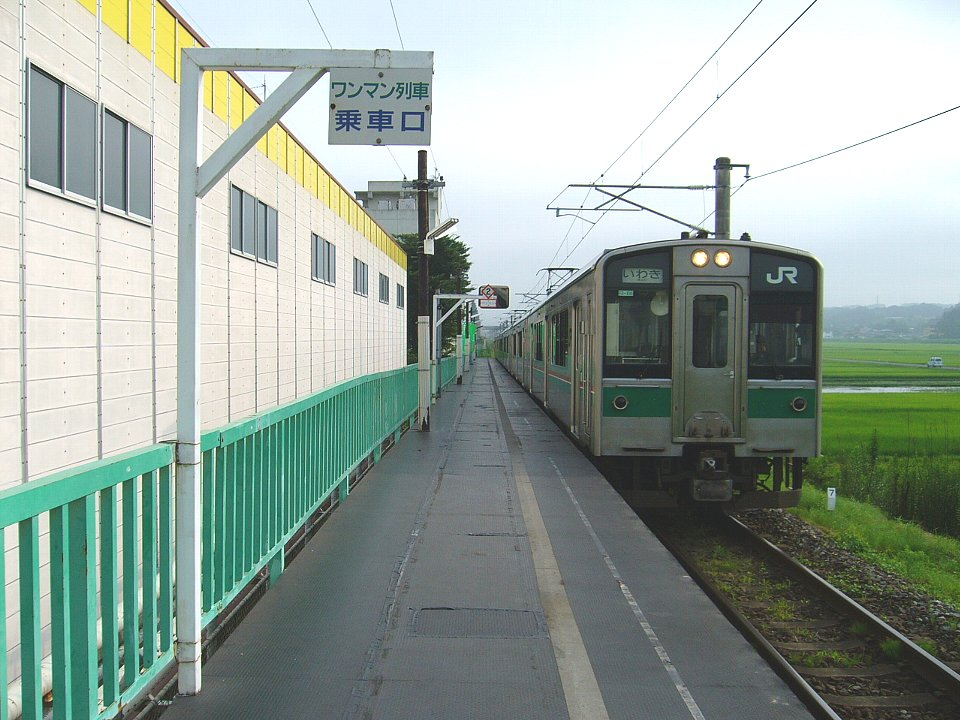
新利府駅での利府支線の701系電車

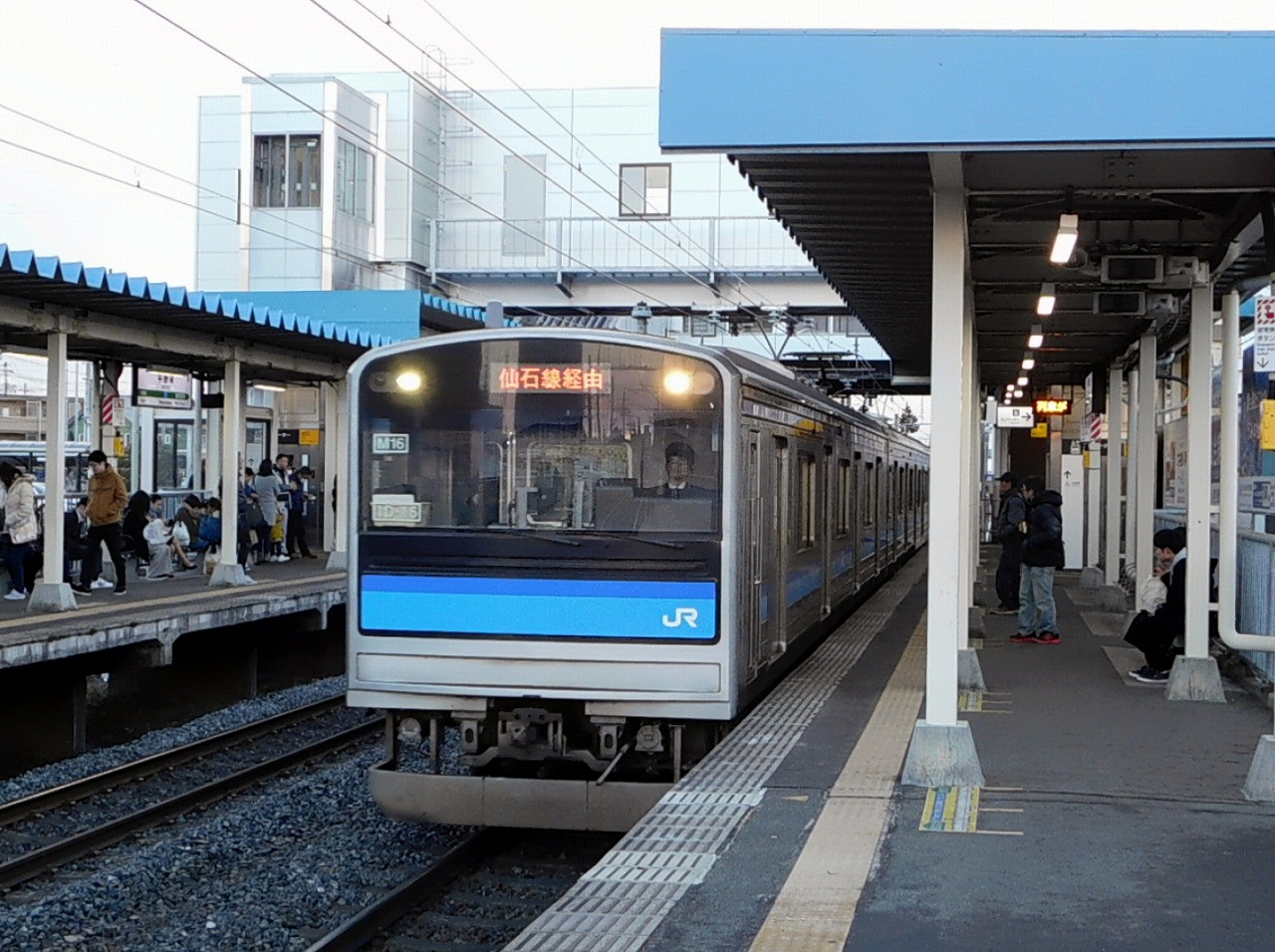
中野栄駅での仙石線の205系電車

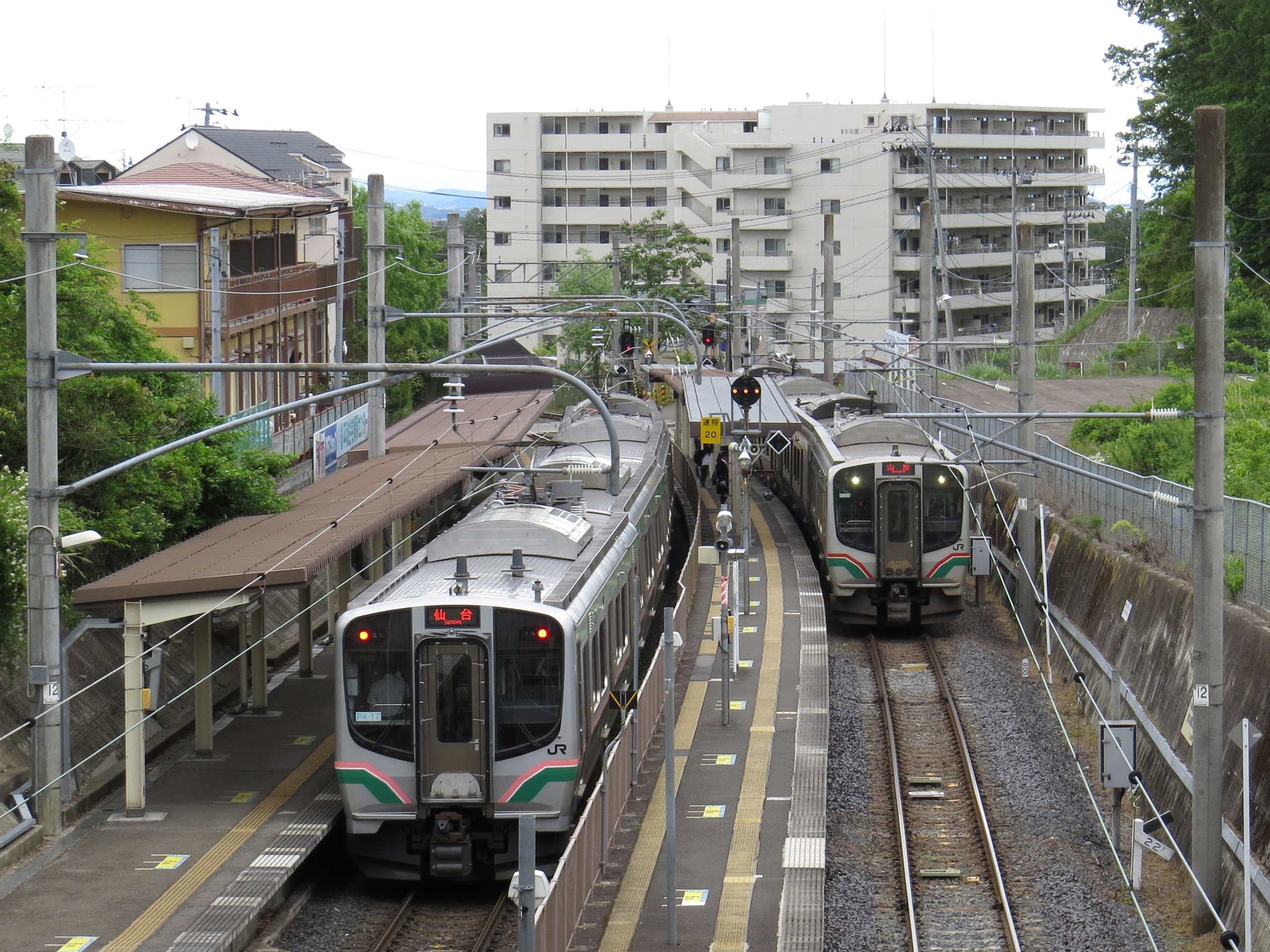
国見駅での仙山線のE721系電車

東北本線

松島町の松島駅から白石市の白石駅間で利用可能。なお、同券発売開始当初は松島から岩沼駅間であったが2008年に白石まで延長された。
利府線

上記の東北本線の支線。仙台市の岩切駅から利府町の利府駅間全線で利用可能である。
仙石線

仙台市のあおば通駅から松島町の松島海岸駅間で利用可能。観光地である松島へ直結しており、なおかつては同駅はマリンピア松島水族館の最寄り駅でもあった。
仙山線

仙台市の仙台駅から隣県山形県山形市の山寺駅間で利用可能。

### 仙台市交通局

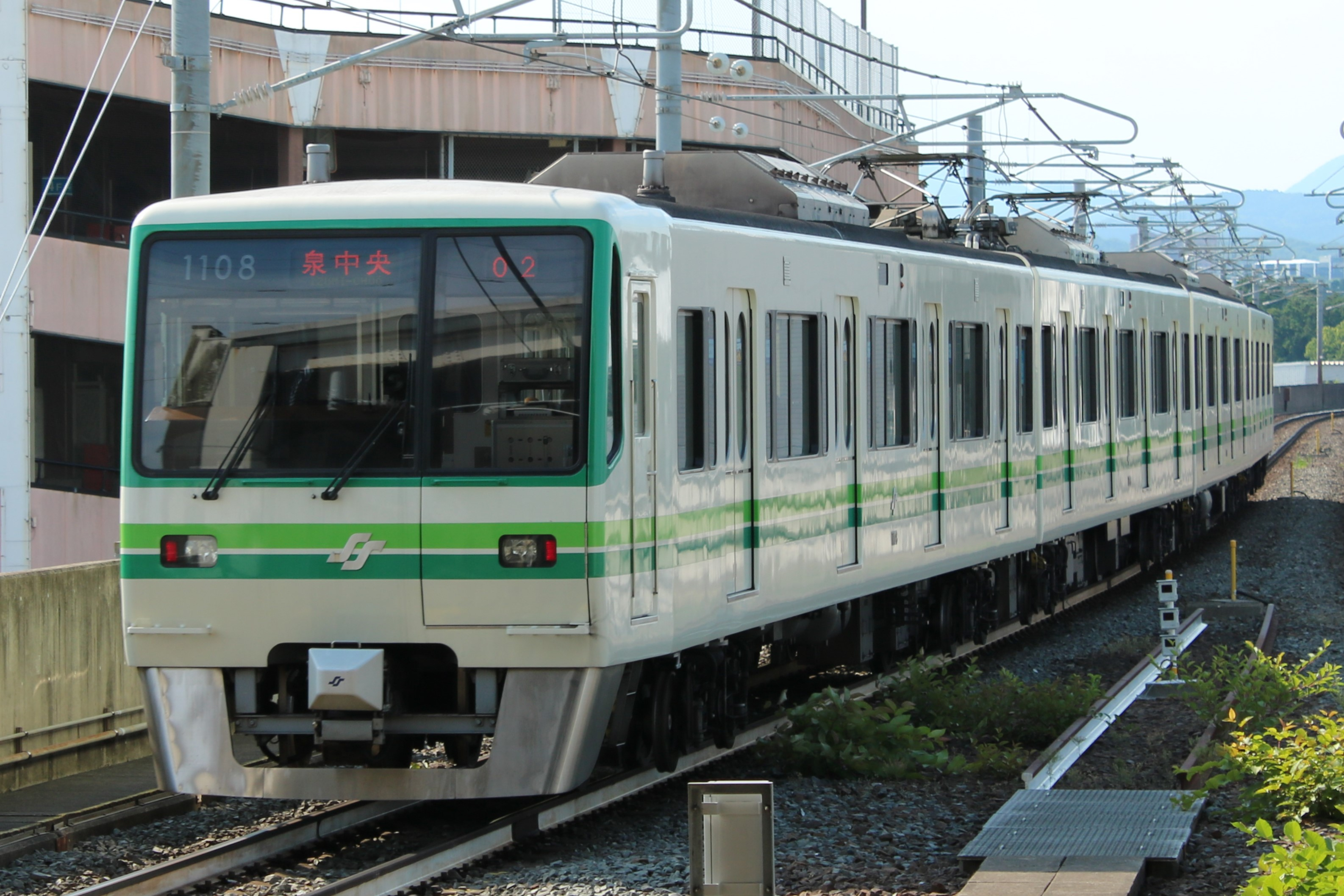
泉中央駅付近での南北線の1000系電車

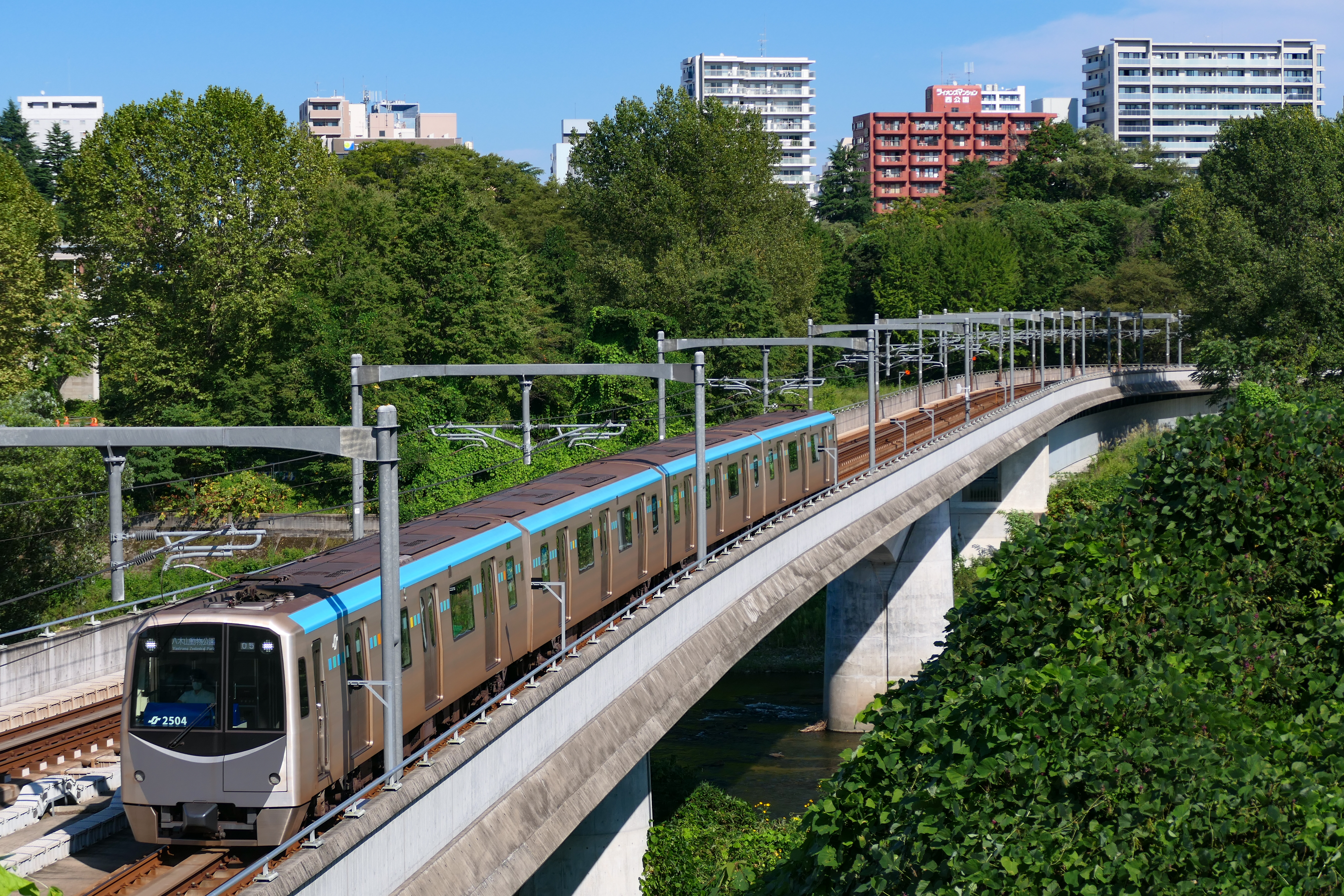
国際センター駅付近での東西線2000系電車

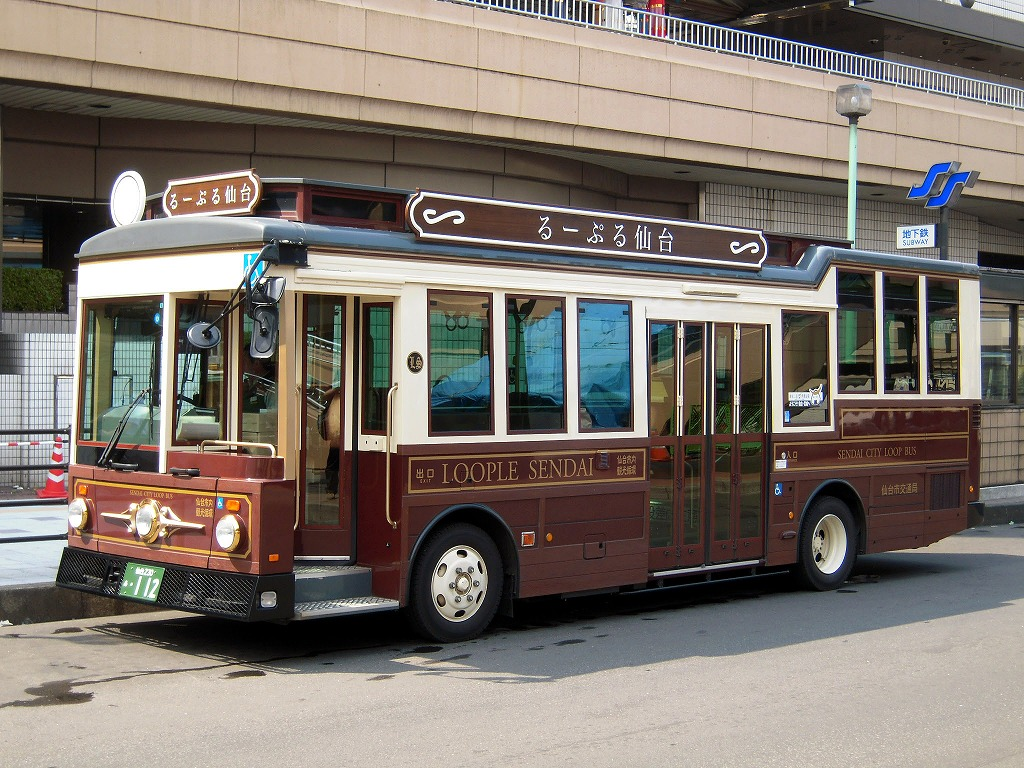
仙台駅前に停車中のるーぷる仙台のバス

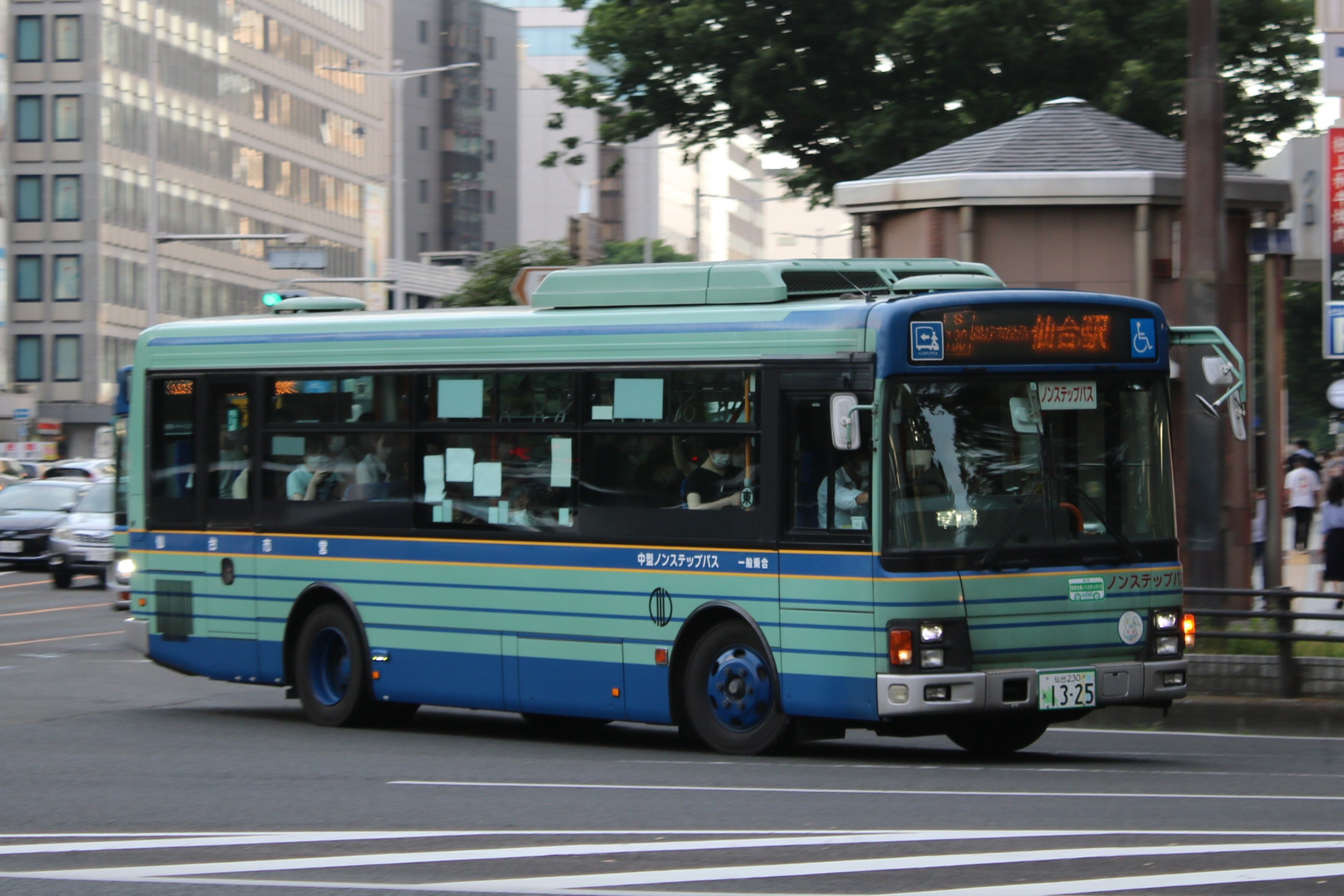
仙台市中心部を走行中の仙台市営バスのいすゞ・エルガミオ型バス

仙台市地下鉄南北線

仙台市の泉中央駅から同市の富沢駅間全線で利用可能。
仙台市地下鉄東西線

仙台市の荒井駅から同市の八木山動物公園駅間全線で利用可能。なお上記の南北線と合わせて仙台市地下鉄では全線で同券が利用可能である。
るーぷる仙台

仙台市の観光バスであり、全線で利用可能である。
仙台市営バス

全路線全線で利用可能である。

### 宮城交通

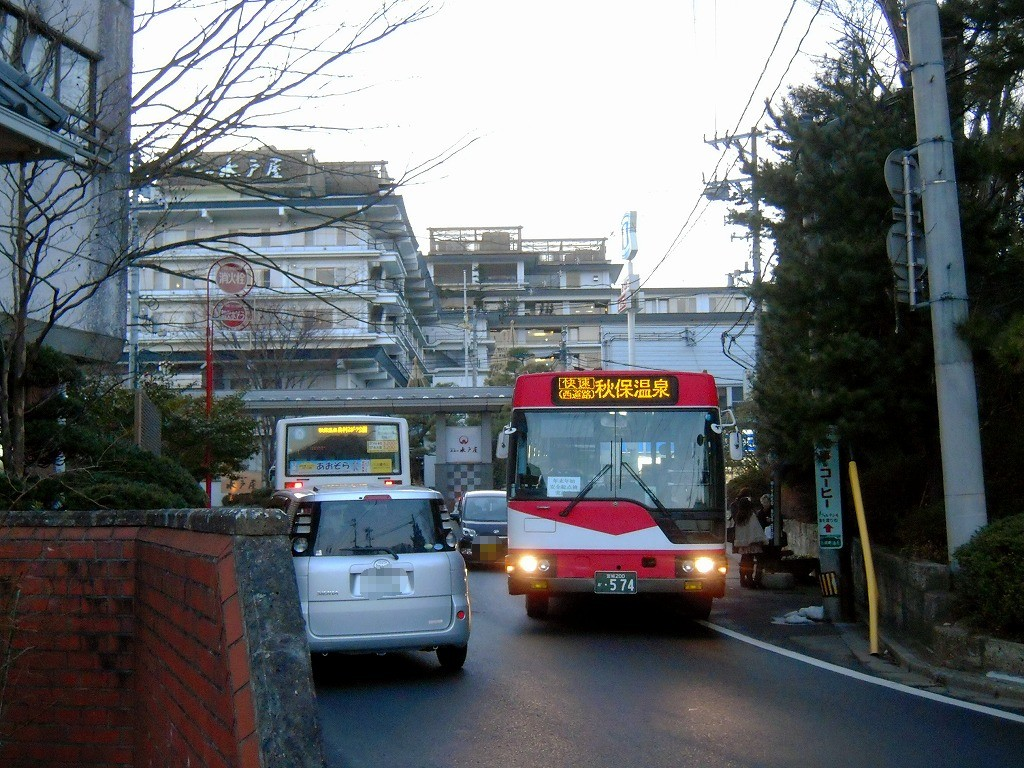
秋保温泉の温泉街を走行中の秋保線のふそう・エアロスター型バス

秋保線・快速秋保線

仙台市の仙台駅前から同市の秋保大滝間全線で利用可能である。

### 仙台空港鉄道

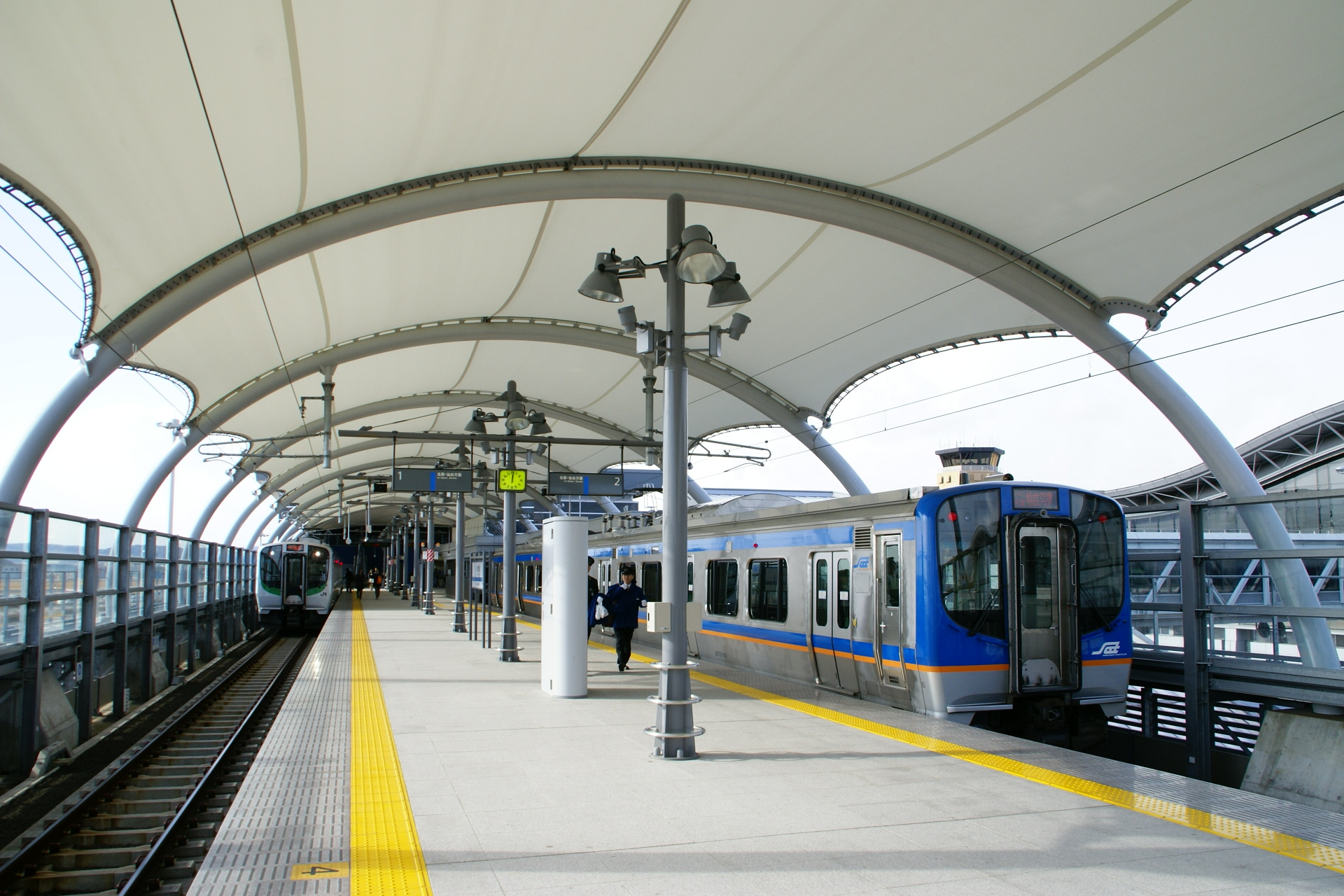
仙台空港駅での仙台空港線のE721系500番台（左）とSAT721系電車（右）

仙台空港線

仙台市の仙台駅から名取市の仙台空港駅間全線で利用可能である。

### 阿武隈急行

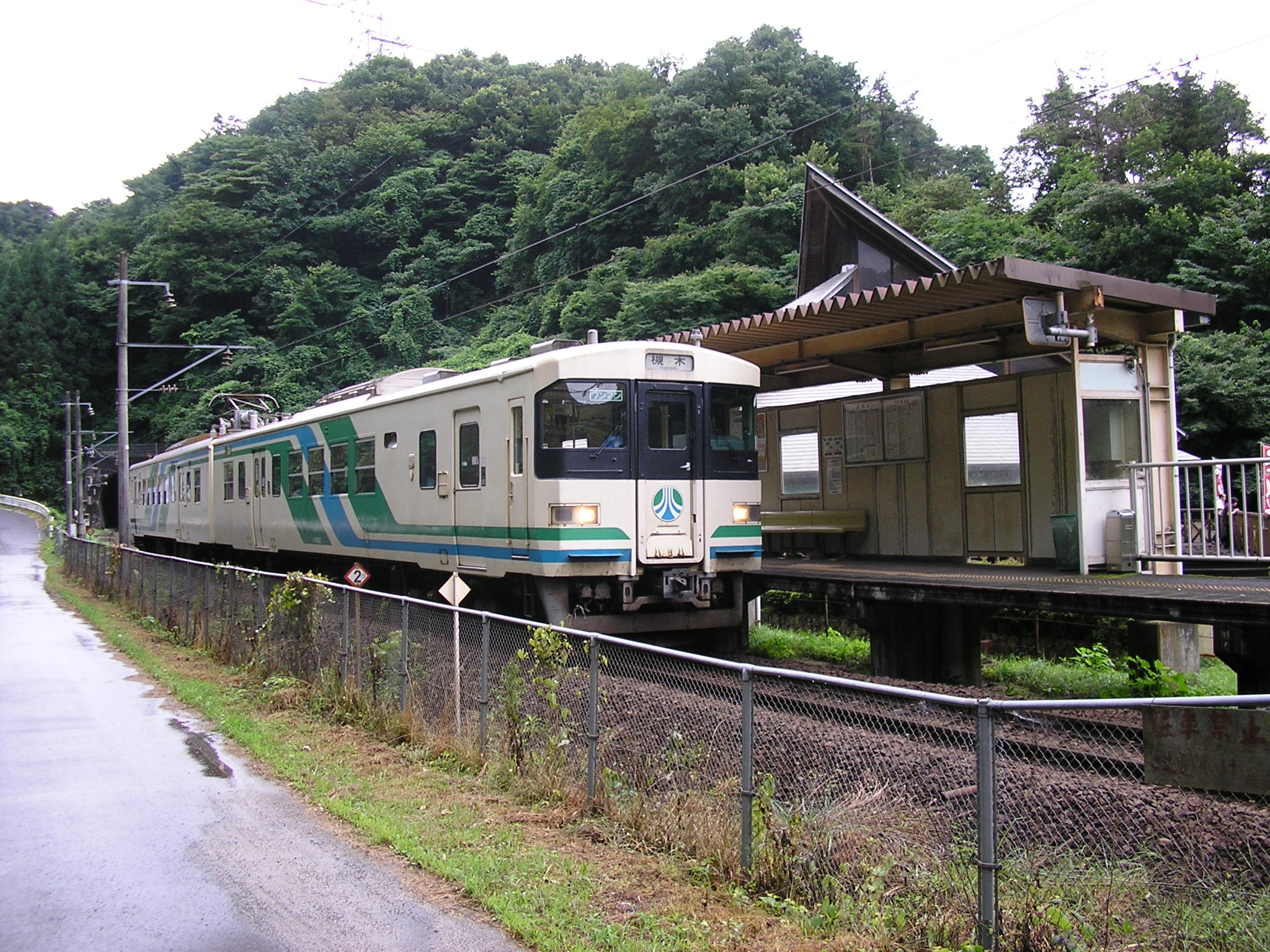
あぶくま駅での阿武隈急行線の8100系電車

阿武隈急行線

柴田町の槻木駅から丸森町のあぶくま駅間で利用可能である。

### 備考

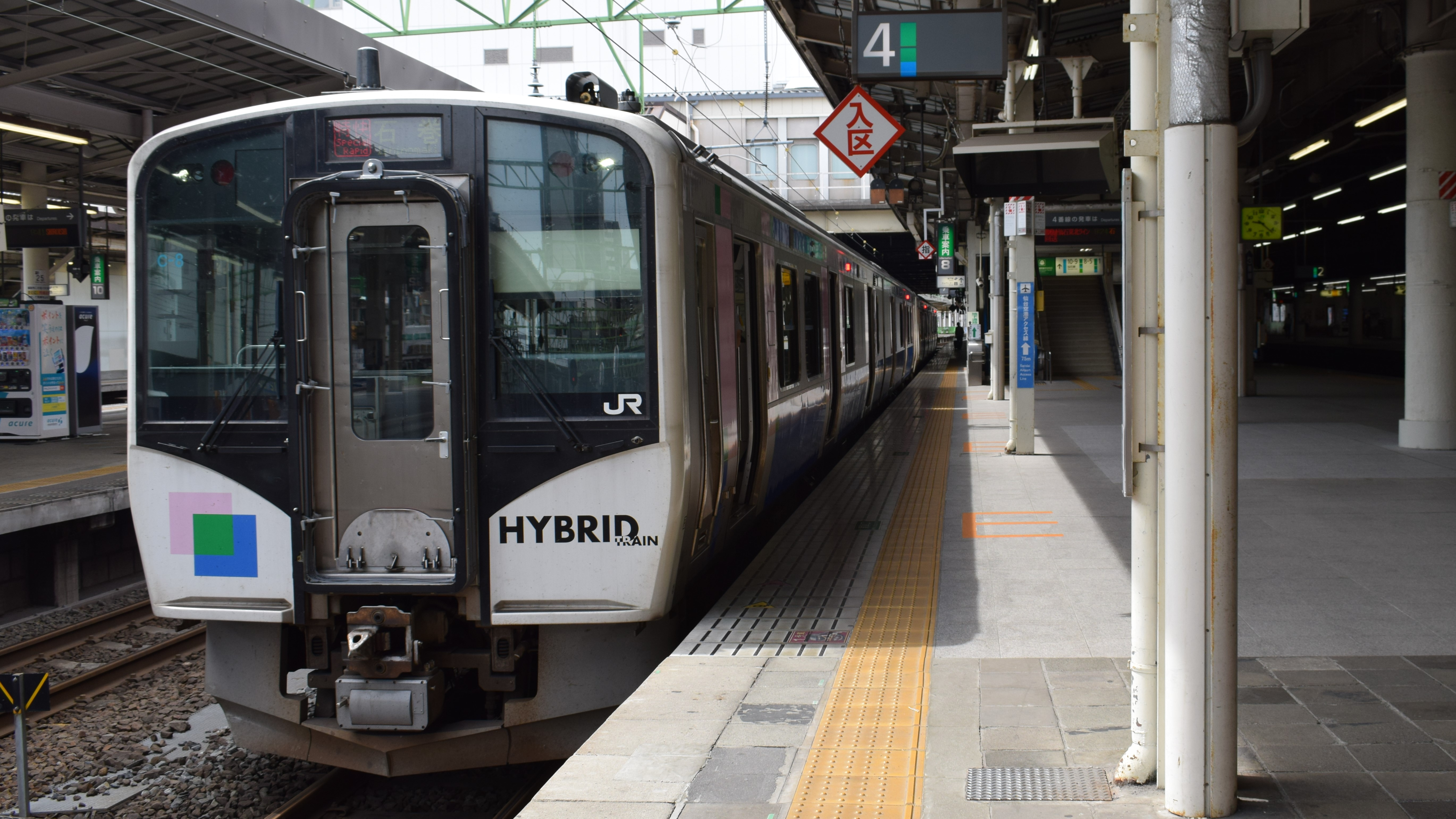
仙台駅での仙石東北ラインのHB-E210系気動車

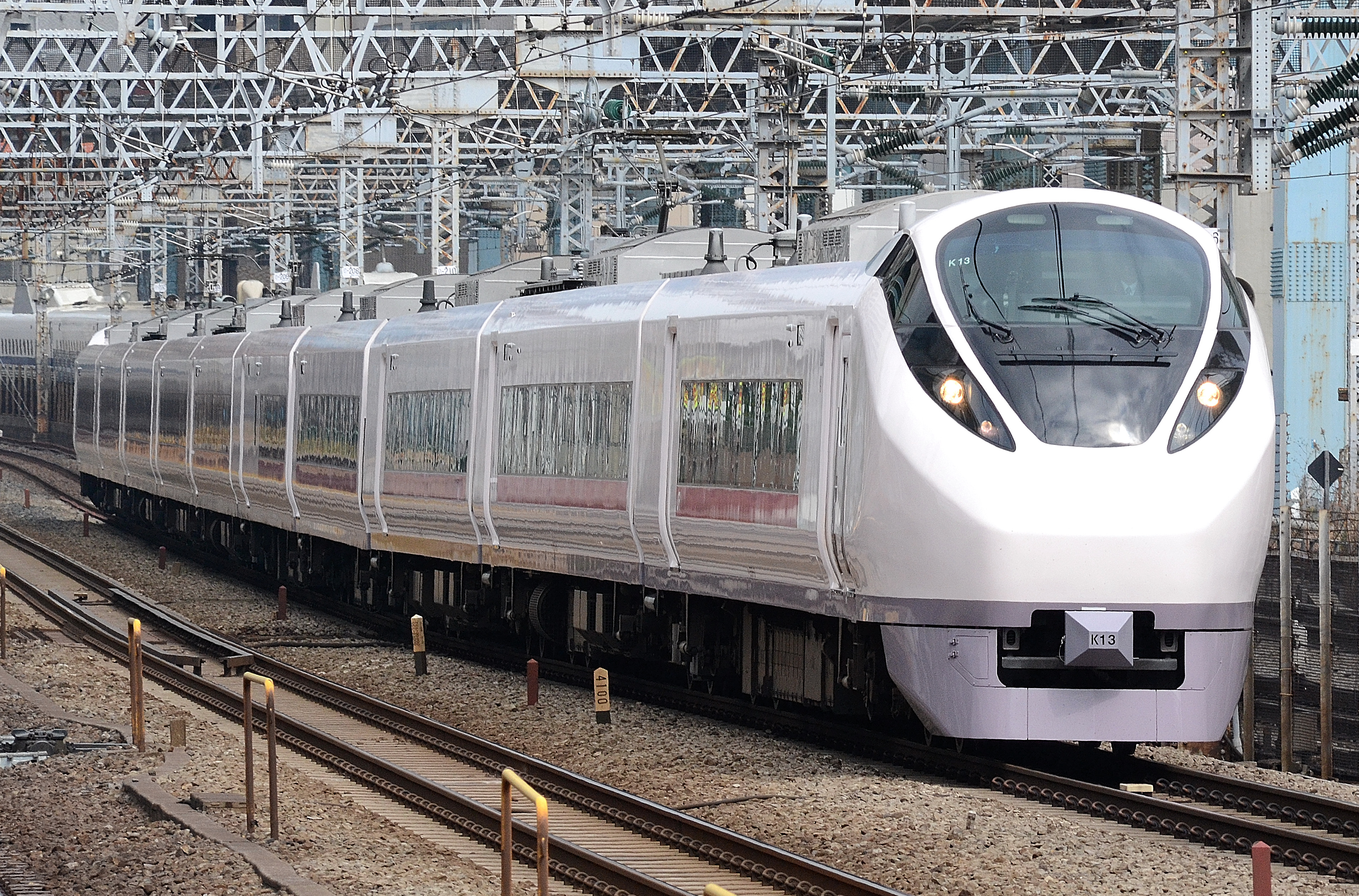
田町駅付近での常磐線特急ひたち号のE657系電車

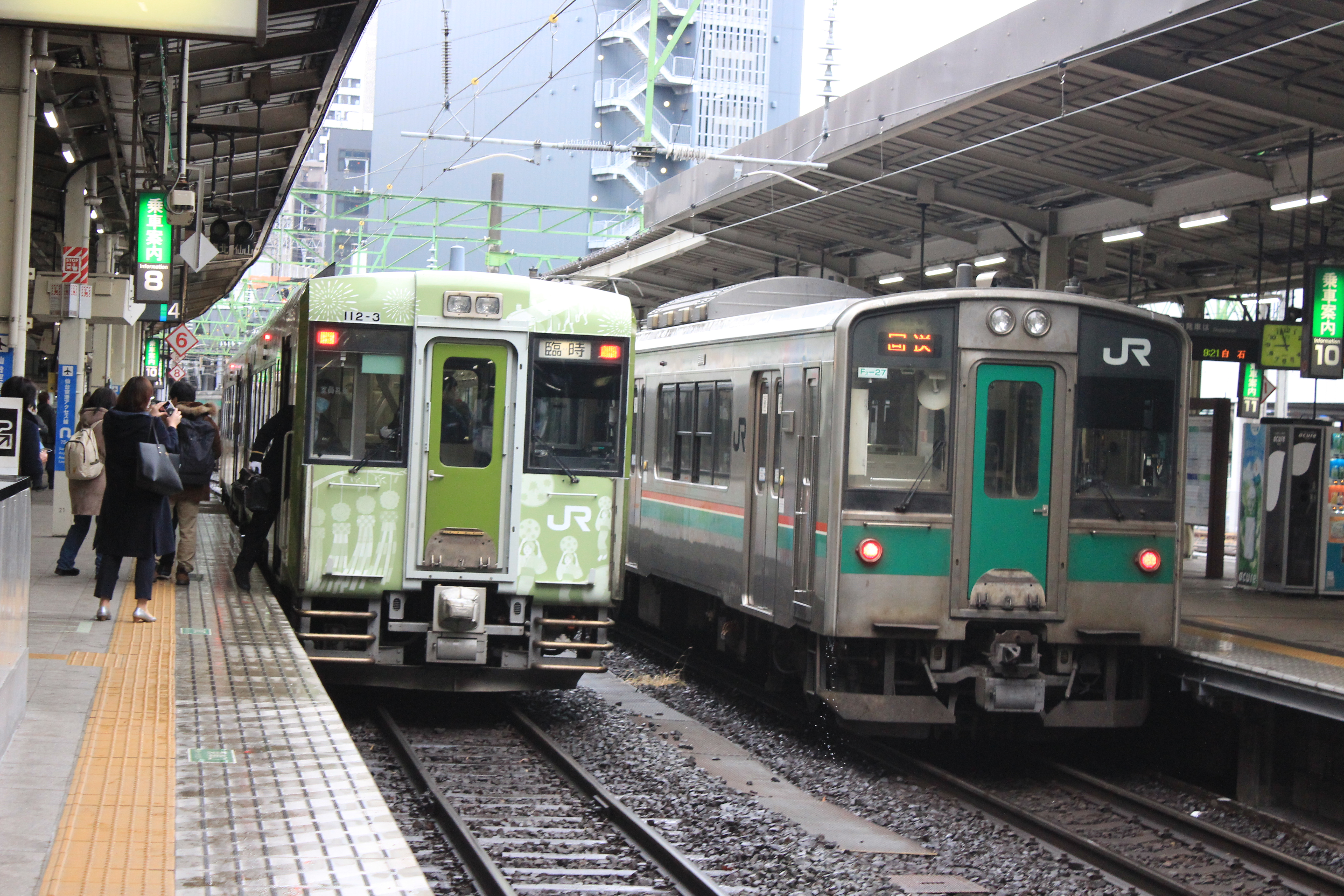
仙台駅でのキハ110系快速湯けむり号（左）と東北本線の701系電車（右）

直通列車

上記の路線には常磐線や仙石東北ライン等が直通運転されて乗り入れているが、フリーエリア内であれば利用可能となる。
有料列車

フリーエリア内の列車には特急列車のひたち号や有料快速列車の湯けむり号も含まれているが、別途特急券や座席指定券を購入し料金を支払えば利用可能である。なお東北新幹線は利用不可となっている。

## 有効期間
2日間

## 発売額
2025年6月現在
- 大人：2,720円
- 子供：1,350円

## 発売箇所
- JR東日本のみどりの窓口・指定席券売機・駅たびコンシェルジュ・提携販売センター及び主な旅行会社（利用日の一か月前から購入可能）
- 仙台空港鉄道仙台空港駅の自動券売機（当日分のみ購入可能）

## 沿革
仙台市地下鉄東西線計画を進めていた仙台市が、コンパクトシティを志向して1999年（平成11年）7月に「アクセス30分構想」を打ち出し、同構想に基づいて2002年（平成14年）にオムニバスタウンの指定を受けた。一方で、2006年度（平成18年度）末の仙台空港鉄道仙台空港線の開通を見越し、JR仙山線の高速化および仙台空港アクセス線との相互直通化の調査や議論が宮城県・山形県・国土交通省などで進んでいた。
そこで、｢公共交通活性化総合プログラム｣に沿って同省東北運輸局が、仙台市のオムニバスタウン事業によるハードの整備と、仙山圏交流を結び付け、仙台都市圏（山形県山形市を含む）に公共交通機関横断的な一日乗車券「仙台カード」（仮称）の導入を提案した。同提案に賛同した関係運輸当事者によって「公共交通機関連携強化委員会」が組織され、正式名称を「仙台まるごとパス」として2004年（平成16年）7月に導入された。
導入に際して、京都議定書に基づく二酸化炭素排出削減目的とした国土交通省本省の「広域的な公共交通利用転換に関する実証実験」に、仙台市が主な舞台の1つであるNHK連続テレビ小説『天花』（2004年）や山形県デスティネーションキャンペーン（2004年）によって当地における観光客増が見込めるとして、仙台まるごとパスを含む「WELCOME! SENDAI PROJECT 実証実験」が認定され、補助金を受けた。また、2007年（平成19年）施行の地域公共交通の活性化及び再生に関する法律に基づいた地域公共交通総合連携計画も策定しており、国策との連動もある。
2003年（平成15年）7月に導入された会津地域の「会津ぐるっとカード」では有効期限2日間で価格は2,600円であったため、当初は、有効期限2日間で価格を3,000～4,000円程度と想定していたが、結局2日間有効で2,500円の価格に落ち着いた。2008年（平成20年）10月1日には、仙台・宮城デスティネーションキャンペーン開始に合わせてエリアが大幅に拡大され、同時に2,600円に値上げされた。
なお、東北運輸局は八戸都市圏でも同時期に同様の周遊券導入議論を行っており、「仙台まるごとパス」と同じ日から「八戸えんじょいカード」も発売開始された。2005年（平成17年）7月には弘前都市圏でも「津軽フリーパス」が導入されている。

### 年表
- 1997年12月11日 - 第3回気候変動枠組条約締約国会議において京都議定書が採択された。
- 2002年（平成14年）
  - 3月29日 - 仙台市がオムニバスタウンに指定（事業期間：2001年度～2005年度）。
  - 同年度より、国土交通省が「公共交通活性化総合プログラム」制度を創設[9]。
- 2003年（平成15年）
  - 同年度より、京都議定書に基づく運輸分野での二酸化炭素排出削減を目的に、国土交通省が「広域的な公共交通利用転換に関する実証実験」制度を創設[10][11]。同制度は、公共交通利用者が実験開始以前と比較して0.15%/年以上の増加が認められた場合に補助率1/3で助成される[10][11]。
  - 6月 - ｢公共交通活性化総合プログラム｣に沿って、国土交通省東北運輸局が仙台都市圏の公共交通機関横断的な周遊券「仙台カード」（仮称）の導入を提案[12]。
  - 7月 - 国が「観光立国行動計画」を策定。
- 2004年（平成16年）
  - 3月29日
    - 仙台市が主な舞台の1つであるNHK連続テレビ小説『天花』が放送開始（9月25日まで）[13][14]。
    - 仙台まるごとパス運営協議会を設置[15]。

  - 7月1日 - 山形県デスティネーションキャンペーン開始（9月30日まで）[13][14]。
  - 7月14日 - 国土交通省が「広域的な公共交通利用転換に関する実証実験」の新規6件のプロジェクトを認定した[10][11]。うち1件が『仙台都市圏における総合的な交通改善等による公共交通利用転換・中心市街地活性化のための実証実験「【WELCOME! SENDAI PROJECT】実証実験」』（実施期間：2004年度～2005年度）であり、同実験を構成する施策の1つとして「仙台まるごとパス」の発行が含まれた[10][11][13]。
  - 7月17日 - 「仙台まるごとパス」の発売開始[7][14]。
  - 12月 - 「観光立国推進基本法」成立。
- 2005年（平成17年）
  - 2月16日 - 京都議定書の効力発生。
  - 3月31日 - 利用開始（7月17日）から年度末（3月31日）までの仙台まるごとパスの販売実績は、大人が8,634枚、小児が220枚だった[14]。
- 2007年（平成19年）
  - 3月18日 - 仙台空港鉄道仙台空港線の開業に合わせ、同線をフリーエリアに追加[※ 3]。
  - 10月1日 - 「地域公共交通の活性化及び再生に関する法律」が施行。
- 2008年（平成20年）
  - 3月28日 - 仙台まるごとパスの年間販売目標枚数は25,000枚であるが、目標に達していないことから「地域公共交通の活性化及び再生に関する法律」に基づいて、地域公共交通総合連携計画（2008年度～2010年度）を策定[15][16]。
  - 10月1日 - 仙台・宮城デスティネーションキャンペーン（10月1日～12月31日）の開始に合わせ、フリーエリアに東北本線・岩沼駅～白石駅間と阿武隈急行線・槻木駅～角田駅間を追加し、宮城交通（ミヤコーバス）館腰駅～仙台空港間を除外。また、発売額を2,500円から2,600円に変更。
- 2014年（平成26年）4月1日 - 消費税率引き上げに伴い、発売額を2,600円から2,670円に変更。
- 2015年（平成27年）12月6日 - 仙台市地下鉄東西線の開業に合わせ、同線をフリーエリアに追加。また、阿武隈急行線・角田駅～あぶくま駅間をフリーエリアに追加。発売額は変更なし。
- 2019年（令和元年）10月1日 - 消費税率引き上げに伴い、発売額を2,670円から2,720円に変更。

### 販売枚数
2011年（平成23年）3月11日の東北地方太平洋沖地震（東日本大震災）発生以前の販売目標は、年間2万5千枚だった。
| 年度     | 販売枚数  | 販売枚数 |
| -------- | --------- | -------- |
| 2004年度 | 08,854 枚 |          |
| 2005年度 |           |          |
| 2006年度 |           |          |
| 2007年度 | 18,510 枚 |          |
| 2008年度 | 19,807 枚 |          |
| 2009年度 | 20,847 枚 |          |
| 2010年度 |           |          |
| 2011年度 |           |          |
| 2012年度 |           |          |
| 2013年度 |           |          |
| 2014年度 |           |          |
| 2015年度 |           |          |
| 2016年度 | 16,355 枚 |          |

## 運営
仙台まるごとパス運営協議会には、フリーエリアに含まれていない山形県天童市が参加している一方、フリーエリアに含まれている宮城県多賀城市、利府町、名取市、柴田町、大河原町、白石市、角田市、丸森町の自治体・観光振興団体はいずれも参加していない。
なお、同協議会の事業局は、公益財団法人仙台観光国際協会（仙台市）が担っている。
| 県     | 交通事業者                                                           | 自治体                                   | 各種団体                                                                                          |
| ------ | -------------------------------------------------------------------- | ---------------------------------------- | ------------------------------------------------------------------------------------------------- |
| 宮城県 | 東日本旅客鉄道仙台支社 仙台空港鉄道 阿武隈急行 仙台市交通局 宮城交通 | 宮城県庁 仙台市役所観光交流課            | 宮城県観光連盟 仙台観光国際協会 仙台商工会議所 塩竈市観光物産協会 岩沼市観光物産協会 松島観光協会 |
| 山形県 | －                                                                   | 山形県庁 山形市役所観光物産課 天童市役所 | 山形市観光協会 山寺観光協会 天童市観光物産協会                                                    |

## その他
- フリーエリア内にあるJRの窓口で購入した場合はガイドブックが貰える。それ以外の窓口や自動券売機で購入した場合は、仙台駅2階観光案内所でパス提示のうえ貰える。クーポン券が付いており、フリーエリア内にある各種料理店、および周辺ホテル、観光施設などで特典が受けられる。
- 宮城交通では秋保線以外で使用することは出来ないが、同線を利用して途中下車（舟丁・西多賀・鈎取など）することは可能である。

## キャラクター
- 仙丸くん - イヌのマスコット。